# جامعة ووريك
جامعة ووريك (بالإنجليزية: University of Warwick)‏ إحدى جامعات إنجلترا (المملكة المتحدة)، وعضو في مجموعة راسل للجامعات المرموقة. رغم اسمها تقع في مدينة كوفنتري لا في مدينة ووريك.

## التصنيف
تهتم جامعة ووريك بالتدريس والبحوث والابتكار واقامة الروابط مع المؤسسات التجارية والصناعية، وحصلت جامعة ووريك على المركز الرابع بين أفضل الجامعات على مستوى المملكة المتحدة بعد أكسفورد وكامبردج وجامعة اندروز وفق تصنيف الجارديان لعام 2010.
وفي عام 2015 صنفت الجامعة على أنها الجامعة الأسرع نمواً في بريطانيا، وثالث أسرع نمو في العالم حسب مؤتمر الجامعات الفتية  متفوقة عن المركز 12 الذي كانت حازته عام 2012  للجامعات التي يبلغ عمرها أقل من 50 سنة.
قسم الرياضيات في الجامعة ضمن أفضل أربعين قسماً حول العالم يتساوى بذلك مع معهد كاليفورنيا للتقنية ويتفوق على إمبريال كوليدج لندن. 
والجامعة تعتبر ضمن أفضل ثلاثين جامعة عالمياً في مجال الاقتصاد وإدارة الأعمال وتسبق بذلك جامعات عريقة مثل كلية دارتموث في الولايات المتحدة وكلية لندن للأعمال والمعهد الأوروبي لإدارة الأعمال الموجود في فرنسا.
أنشئت كلية ورك لإدارة الأعمال عام 1964 وهي أول كلية إدارة أعمال في أوروبا تحصل على التصنيفات الثلاث المعتمدة لبرامج الماجستير في إدارة الأعمال.

## مجموعة ووريك الصناعية
هي وحدة أكاديمية مستقلة وتعنى بالبحوث الصناعية المتقدمة وتطوير المنتجات والحلول على أسس الشراكة مع كبرى الشركات الصناعية مثل رولز رويس وجاغوار-لاند روفر وبي إيه إي سيستمز وإتش إس بي سي، وهي شراكة تمثل الصلة بين الجامعة وهذه الشركات والمؤسسات الصناعية والتجارية والبنوك. وكان تأسيس هذه المجموعة فكرة رائدة لربط الأبحاث الأكاديمية مع الأعمال التجارية، وتطبيق نتائج البحوث على شكل منتجات تجارية. وهي الأولى من نوعها والأكبر على مستوى أوروبا. وتقدم برامج الماجستير والدكتوراه في إدارة الأعمال الهندسية وبحوث العمليات والأعمال الإلكترونية وإدارة العمليات والإدارة المالية والتصنيع الرقمي وأغلب محاضريها من حملة الخبرات العملية بالهندسة والتصنيع وإدارة الأعمال ولها فروع في سنغافورة والصين وتايلند وماليزيا ولها تعاون مشترك مع جامعة بوسطن بأمريكا، إلى جانب مركز أبحاث في نيو يورك.
كلية الهندسة كبيرة مع اقتراب الطلاب الجامعيون 1000 الدراسات العليا 1600 وبدعم من 300 عالم وباحث أكاديمي، ما بين عالم وباحث وموظف. مصدر القوة الرئيسي للمدرسة، هو المزج بين الطراز العالمي للبحوث الأساسية مع قوة خلق الثروة من خلال نتائج استثنائيه ومشاركة وثيقة مع الصناعة. نطاق أنشطتها واسع على جميع الجوانب تشمل الهندسة والصناعة والأعمال التجارية الدولية. والتركيز على البحث والتطوير، وهو يوفر مجموعة واسعة من الخدمات على الصعيدين المحلي والعالمي. اليوم لها صلات مع نحو 500 شركة على خمس قارات مختلفة. وهي رائدة في بناء نموذج دولي للعمل مع الصناعة، بما في ذلك توفير برامج تدريب واسعة النطاق، ولها مراكز في الصين وهونغ كونغ والهند وماليزيا، وجنوب أفريقيا وتايلند.
كلية إدارة الأعمال ووريك (wbs) هي واحدة من أكبر المدارس التجارية في أوروباوتحتل المركز في أعلى بنسبة 1 في المائة في جميع أنحاء العالم 
Wbs وتستخدم 371 موظفا وأكثر من 7000 طالب والمشاركين
الطلاب الاجانب في wbs تأتي من 136 بلداً في جميع أنحاء العالم

## معرض صور

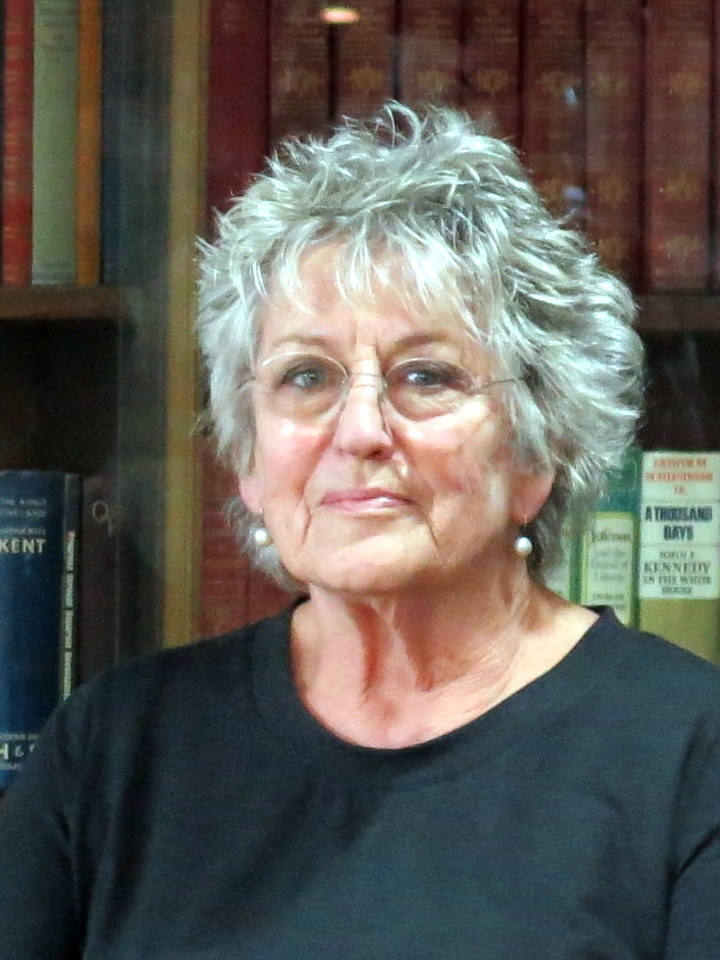
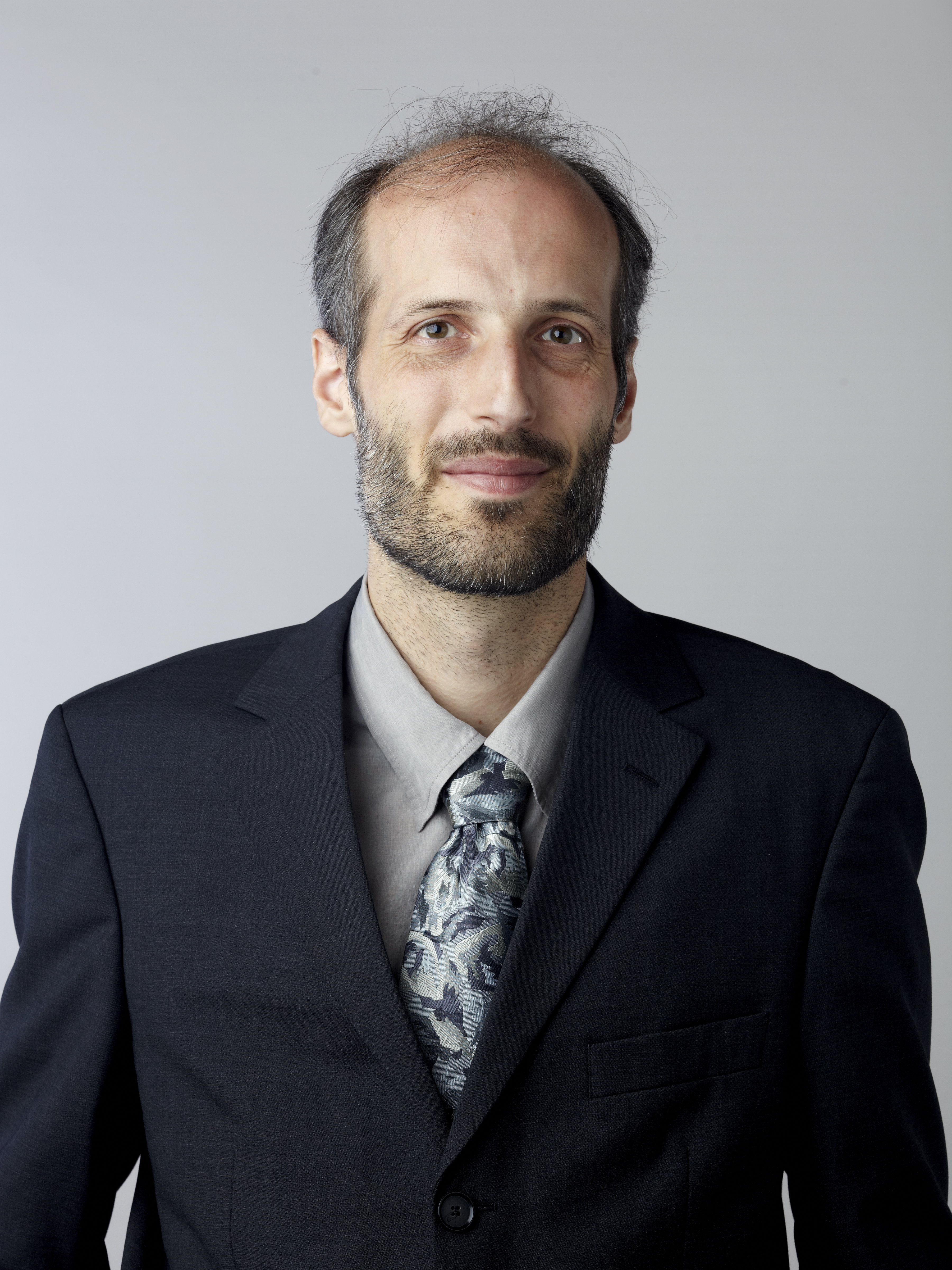
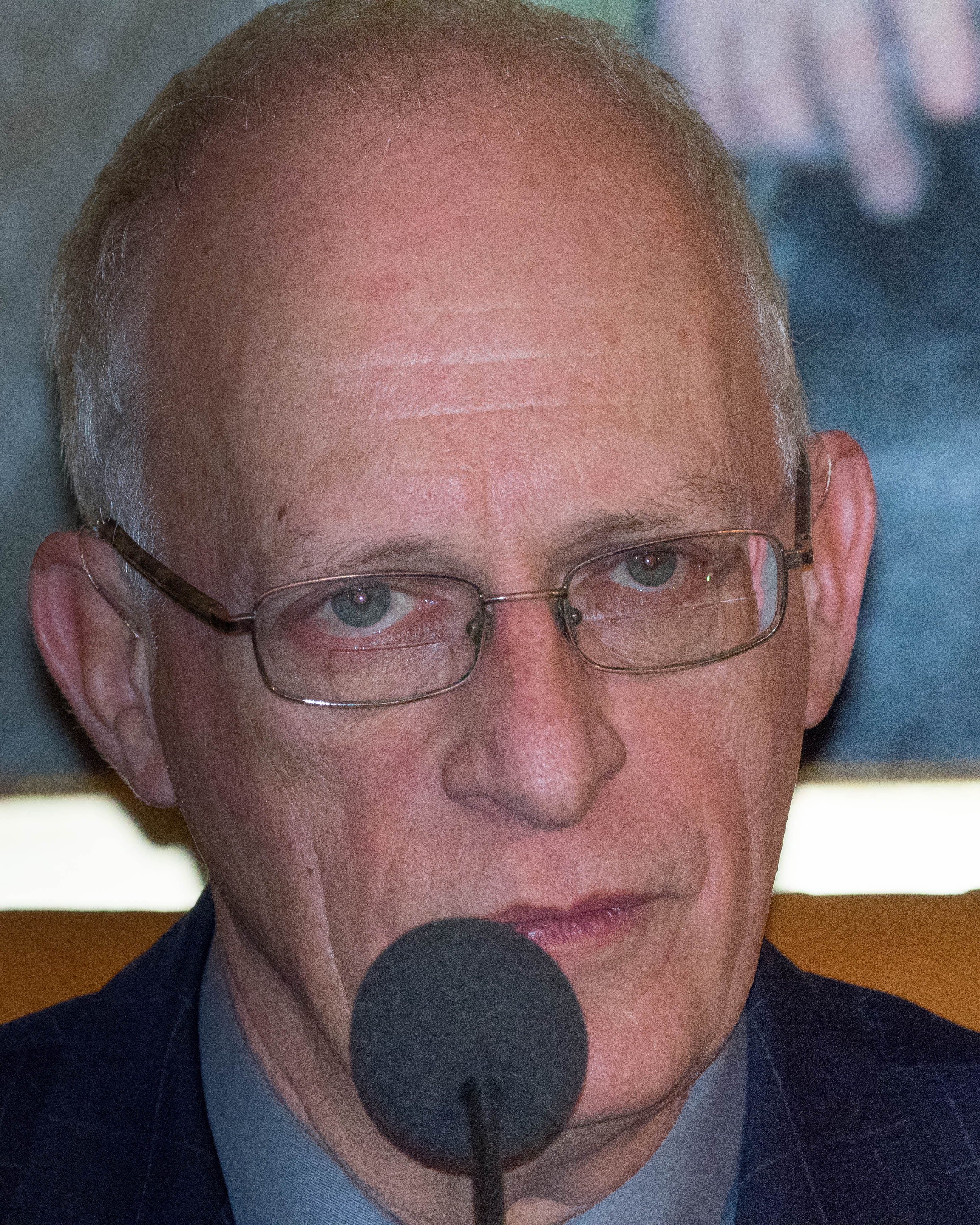
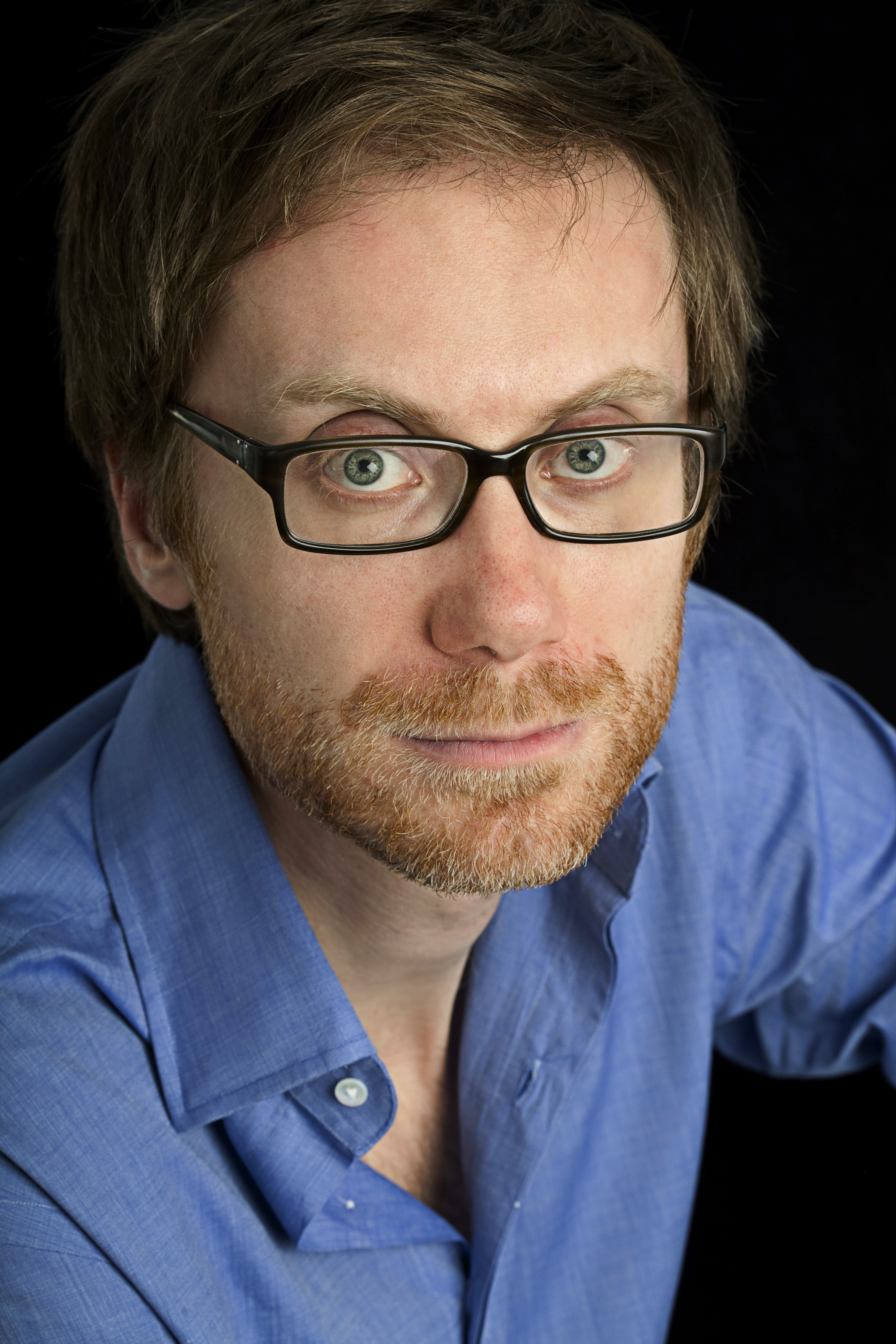